# P.R. Sreejesh
Parattu Raveendran Sreejesh, född den 8 maj 1988 i Ernakulam, är en indisk landhockeyspelare.

## Karriär
Parattu Raveendran Sreejesh har representerat Indien vid fyra OS. Han ingick i det indiska landhockeylag som tog brons vid OS 2020 och vid OS 2024.